# PTEN
PTEN (fosfatasa i tensina homòloga eliminada en el cromosoma 10) és una proteïna supressora de creixement cel·lular que regula la via PI3K/AKT/mTOR, una de les principals rutes de senyalització cel·lular. És capaç de desfosforilar lípids de la membrana, sobretot fosfatidilinositols-3,4,5-trifosfat (PIP3), evitant l'activació de la quinasa AKT. Això afecta la cèl·lula reduint la seva proliferació i supervivència. PTEN també pot desfosforilar fosfopèptids, per tant, té una doble especificitat.

## Estructura

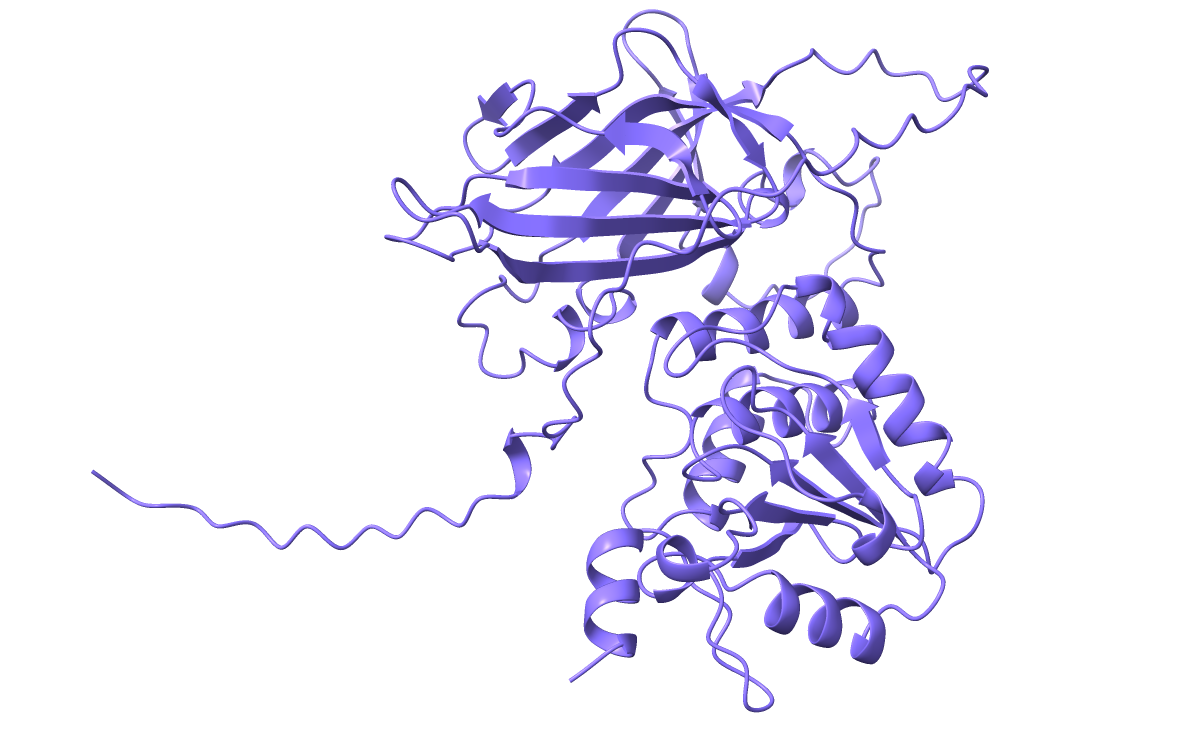
Estructura plegada PTEN

La PTEN és una proteïna d'estructura tridimensional composta per 403 aminoàcids. Té dos dominis globulars principals: el domini fosfatasa, on es troba el centre actiu o zona activa, i el domini C2. A més a més, la PTEN també la conformen altres dominis com: l'extrem N-terminal on es troba el motiu d'unió PIP2; i,  l'extrem C-terminal on s'hi troba les seqüències PEST i el motiu d'unió PDZ (PDZ-BM), que són posteriors al domini C2.

### Dominis estructurals

#### Extrem N-terminal
L'extrem amino-terminal conté un senyal de localització nuclear (NLS) i el motiu d'unió PIP2 (fosfatililinositol-4,5-bifosfat), a vegades també referit amb les sigles angleses PBD (PI(4,5)P2-binding motif), que està format pels primers 14 residus (aminoàcids) de la proteïna, els quals determinen com la PTEN s'uneix als lípids aniònics i regula l'activitat de la fosfatasa PIP3 a través d'un mecanisme al·lostèric.

#### Domini fosfatasa
El domini fosfatasa engloba des del residu 14 al 185. Aquest domini està compost per dues hèlixs alfa seguides d'una làmina beta de cinc cadenes i quatre hèlixs alfa més. Aquesta estructura, que combina làmines beta i hèlix alfa, és homòloga en proteïnes com la auxilina i tensina. En aquest domini, entre el residu 35 al 49 es forma el bucle d'arginina que produeix que aquesta zona del domini fosfatasa tingui una càrrega positiva.
Al mig del domini s'hi troba el centre actiu de la proteïna que està format per tres bucles diferenciats, els quals estan altament preservats i formen una espècie de butxaca ampla carregada positivament que permet al substrat PI(3,4,5)P3, carregat negativament, acoblar-se en el centre actiu que hi ha cisteïna, la qual permet la catàlisi. El primer bucle del centre actiu es troba entre el residu 88 i el 98 i s'anomena WPD i ajuda a realitzar l'acció catalítica. El segon bucle (residus 121-131) és el P, és el bucle més important, ja que conté el domini CX5R PTP, format per dos aminoàcids claus, la cisteïna (C124) i l'arginina (R130). La cisteïna es troba al fons del centre actiu i permet la unió amb el grup fosfat del substrat, mentre que l'arginina estabilitza la càrrega negativa del grup fosfat quan s'uneix a la cisteïna. Ambdues vetllen perquè es dugui a terme la desfosforilació. Finalment, entre el residu 160-171 hi ha el bucle Tl que conté treonina i isoleucina.

#### Domini C2

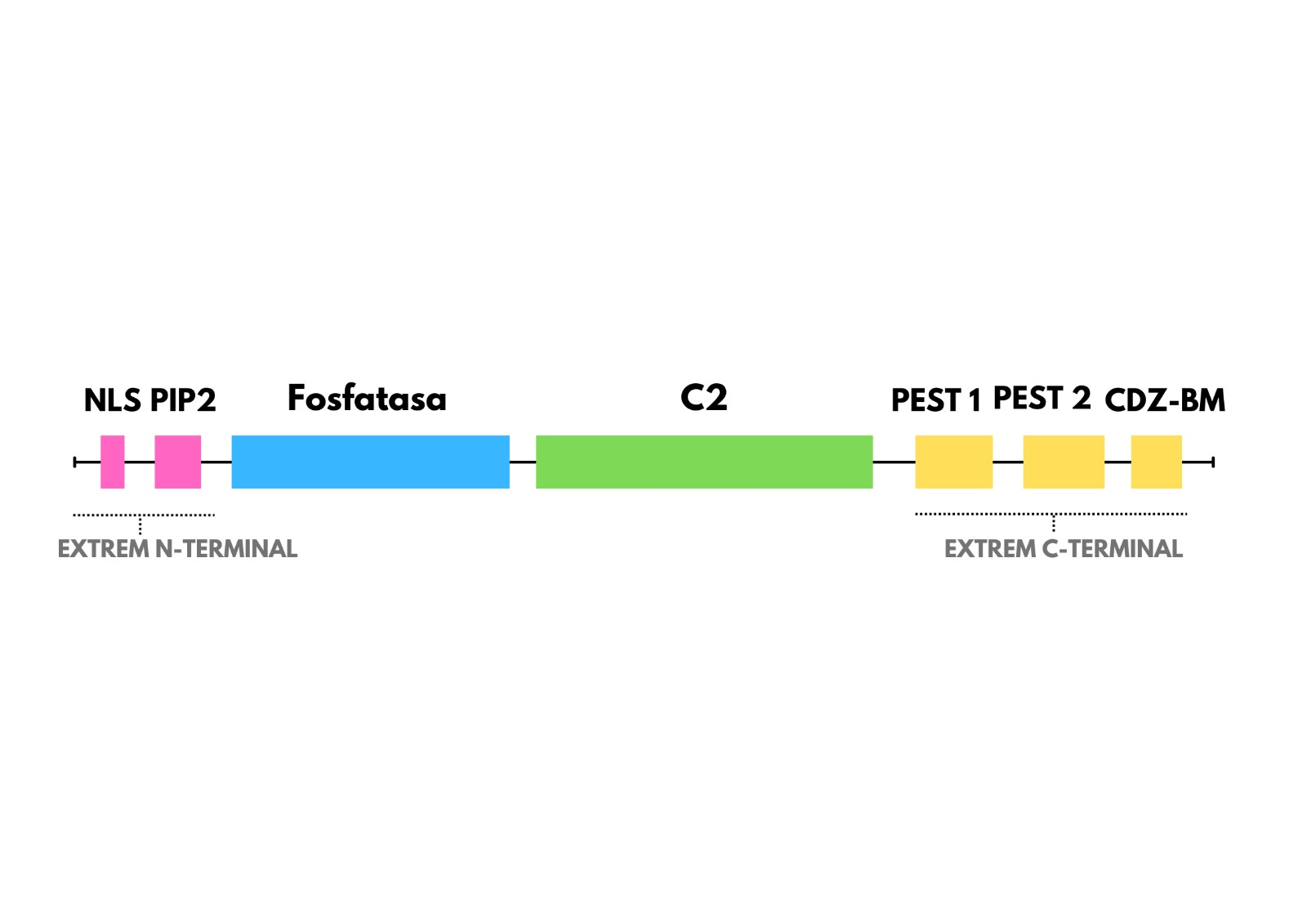
Esquema dels principals dominis i seqüències estructurals de la PTEN

El domini C2 de la PTEN és del tipus II i és independent de calci. És una regió de 130 residus disposats en vuit cadenes beta antiparal·leles que conformen dues làmines beta amb dos segments petits que adquireixen conformació d'hèlix alfa que connecten les cadenes beta. Aquests segments ajuden a l'adaptació del domini a diferents conformacions quan la PTEN s'uneix a la membrana, per tal de facilitar les interaccions necessàries. El domini C2 permet les interaccions entre proteïna-lípid i proteïna-proteïna. Aquestes són bastant dependents dels bucles (loops) de la regió de fixació del calci (CBR: calcium-binding-region): CBR1,CBR2 i CBR3. Aquests han perdut en gran manera els residus responsables de la coordinació de cations, i, en canvi, en el CBR3 tenen una càrrega positiva (+5) en el bucle CBR3, per tant no es poden considerar dominis C2 dependents de calci. L'únic residu que queda a la PTEN que és dependent de calci és l'Asp268.

#### Extrem C-terminal
L'extrem C-terminal consta de 47 residus intrínsecament desordenats. Aquesta cua conté dues seqüències PEST (Pro-Glu-Ser-Ther), que són motius associats amb una vida mitjana intracel·lular curta. La part més destacable de la CCT és el PDZ-BM que està constituït per la seqüència Thr-Val-Lys, la qual té funcions estructurals.

## Funcions

##### PTEN i el metabolisme cel·lular
Les cèl·lules de proliferació ràpida i les cèl·lules canceroses tendeixen a convertir la majoria de la glucosa en lactat a través de glucòlisi anaeròbica, independentment de si disposen d'oxigen o no. Aquest fenomen és conegut com a efecte Warburg.
PTEN és un supressor de la via PTEN-PI3K-AKT-mTOR , la qual té un paper important pel que fa a la regulació del metabolisme de la glucosa a les cèl·lules.
En primer lloc, aquesta via millora la captació de glucosa mediada per insulina i la translocació del transportador de glucosa a la membrana. També inhibeix la gluconeogènesi a través del bloqueig de FOXO i del coactivador 1α del receptor activat per la proliferació de peroxisomes. En segon lloc, l'activació de PI3K-ART induïda per la pèrdua de PTEN també promou la glicosilació i el plegament de proteïnes a través de l'enzim ENTPD5 al reticle endoplasmàtic, la qual cosa augmenta el consum d'ATP i afavoreix l'efecte Warburg.
Per tant, podem concloure que la pèrdua de PTEN activa la via PI3K-AKT-mTOR, la qual permet perfeccionar el metabolisme ideal de les cèl·lules canceroses: la glucòlisi anaeròbica.

##### PTEN al nucli
S'ha descobert que hi ha un grup de proteïnes PTEN que és funcional a dins del nucli. Fins i tot, s'ha descrit que l'absència d'aquestes PTEN nuclears pot estar associada al desenvolupament de càncers més agressius, augmentat així la credibilitat de la importància d'aquestes proteïnes.

## Mecanismes de regulació
La regulació de PTEN ve definida per diversos mecanismes moleculars.

##### Silenciament epigenètic i regulació transcripcional
L'expressió de PTEN s'altera dràsticament en entorns patològics. S'ha vist que en molts tipus de càncers, existeix un silenciament epigenètic a través de la metilació del promotor PTEN, la qual cosa inactiva PTEN. Un exemple podria ser la repressió de la transcripció de PTEN a través de la proteïna SALL4 en reclutar un complex repressor epigenètic (que conté una ATPasa remodeladora de cromatina i una histona desacetilasa).
L'expressió de PTEN també pot ser regulada pel factor de transcripció SLAIL1 i el factor oncogènic que inhibeix la unió a l'ADN1. Es va descobrir que inhibeixen la transcripció de PTEN en competir amb p53 (activador transcripcional de PTEN) per la unió del promotor PTEN. Altres vies per a reprimir la transcripció de PTEN podrien ser el factor associat a la leucèmia EVII o NOTCH1 (a través de MYC).

##### Regulació post-transcripcional de PTEN per RNA no codificants
Els miRNA són RNA no codificants d'entre 20 i 25 nucleòtids que modulen l'expressió gènica. Els miARNs són transcrits a partir de DNA, però al no ser codificants, no són traduïts en forma de proteïna. Recentment, s'ha demostrat que nombrosos miRNA promouen trastorns metabòlics o tumorigènesi en regular negativament l'expressió de PTEN. Per exemple, s'ha demostrat que MYC regula negativament PTEN a través de la regulació positiva de l'expressió de miR-19.
Regulació de PTEN per modificadors post-traduccionals:
La fosforilació de l'extrem C-terminal de PTEN pot regular negativament l'activitat de la proteïna. S'ha demostrat que quan PTEN està fosforilada desenvolupa una conformació monomèrica “tancada” i presenta una baixa afinitat per proteïnes que tenen el domini PDZ. En canvi, quan PTEN no està fosforilada adopta una conformació “oberta”, fet que fa que interactuï fortament amb proteïnes que contenen PDZ, (com podria ser MAGI-2).
La proteïna PTEN també pot ser regulada post-traduccionalment per acetilació i oxidació. L'acetilació inhibeix la seva activitat catalítica i millora la seva interacció amb proteïnes amb domini PDZ. L'expresió de PCAF pot generar un augment d'acetilació de residus de lisina (Lys125 i Lys128). Per altra banda,  PTEN conté un nucleòfic catalític Cys que és susceptible a la oxidació. De fet, estudis han demostrat que l'activitat catalítica de PTEN està modulada per espècies reactives d'oxigen a través de la formació (induïda per estrès oxidatiu) d'un enllaç disulfur entre Cys71 i Cys124.
Regulació de PTEN per interaccions proteïna-proteïna: actualment se sap amb certesa que la PTEN està regulada per diverses interaccions proteïna-proteïna, modificant així la conformació de PTEN, la seva estabilitat, el seu potencial d'unió amb la membrana lipídica i la distribució subcel·lular. Tot i això, cal més investigació per a poder detallar la importància de moltes d'aquestes.  Un exemple d'aquest tipus d'interaccions podria ser la interacció de PTEN amb el receptor del factor de creixement derivat de plaquetes (PDGFR), restringint l'activació de la via PI3K-AKT.

## Interaccions
La proteïna PTEN es troba majoritàriament al citoplasma i al nucli de la cèl·lula, però també estableix interaccions amb orgànuls que contenen membranes intracel·lulars com els mitocondris i reticle endoplasmàtic. Es creu que el domini encarregat de la regulació de sublocalització cel·lular de PTEN és el PDZ.

### Interacció amb el nucli

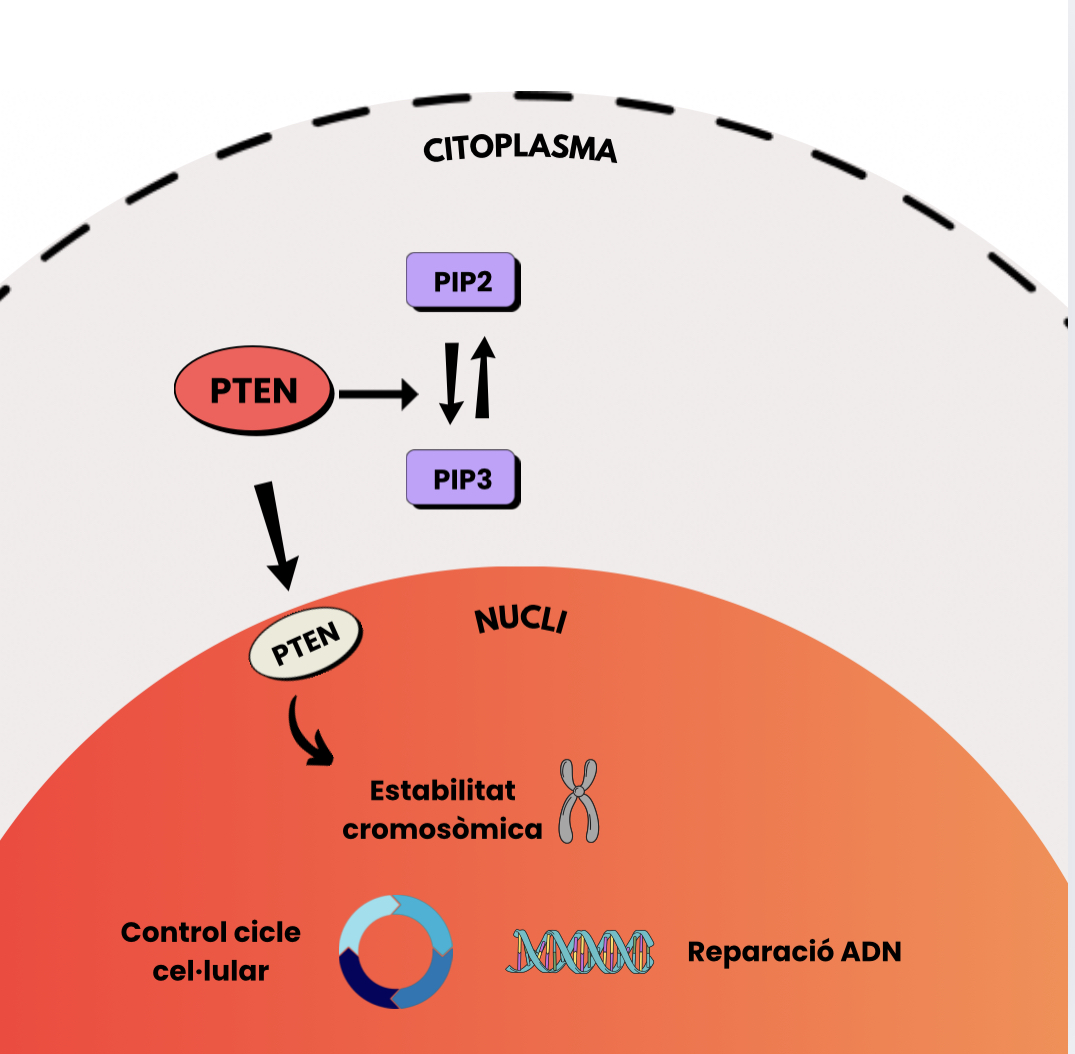
Interaccions de proteïna PTEN amb el nucli cel·lular.

La monoubiquitinació de la lisina 289 desencadena el desplaçament de la PTEN fins al nucli de la cèl·lula. L'extrem N-terminal de la proteïna PTEN no conté una Senyal de localització nuclear (NLS), però hi ha altres mecanismes que permeten l'entrada de la proteïna a l'interior del nucli. Per exemple la difusió passiva, la importació mediada per la Major vault protein (MVP) i a través d'un mecanisme on la proteïna és monoubiquitinitzada. Aquest últim mecanisme es pot revertir mitjançant enzims desubiquitinitzants (DUB). La PTEN nuclear manté l'estabilitat cromosòmica interaccionant amb la proteïna C del centròmer, participa en la reparació de l'ADN regulant la transcripció de RAD51 que porta a la reparació del trencament de la doble cadena. També intervé al control del cicle cel·lular, ajuda a aturar la progressió de la cèl·lula a la fase G0-G1 (etapa on les cèl·lules es troben en repòs). Ho aconsegueix reduint l'activitat de la ciclina D1 (proteïna que promou el pas de fase G1 a fase S).Per això la quantitat de PTEN nuclear depèn del cicle cel·lular en què es troba la cèl·lula: s'acumula al nucli durant la fase G0-G1 i disminueix a la fase S (etapa on les cèl·lules comencen a duplicar l'ADN per dividir-se).

### Interaccions amb membranes

#### Membrana plasmàtica
El domini N-terminal i el C-terminal són regions desestructurades intrínsecament desordenades que tenen gran importància en la unió de la proteïna amb la membrana plasmàtica. L'extrem N-terminal s'uneix específicament a PI(4,5)P2 per tal d'ancorar-se a la membrana i poder activar la proteïna. Aquesta activació es produeix mitjançant el mecanisme d'activació al·lostèrica, que succeeix quan una molècula s'uneix a una regió de l'enzim anomenada PT. També hi ha interaccions electroestàtiques entre residus carregats positivament als dominis PTP i C2 de PTEN i lípids aniònics de la membrana plasmàtica.

#### Altres orgànuls
Al reticle endoplasmàtic PTEN es regula l'alliberació de calci (Ca2+) en el procés apoptòtic i les MAMs (Mitochondira Associated Membranes) posteriorment transfereixen aquest calci als mitocondris. La PTEN localitzada als mitocondris manté la producció de ROS (Reactive Oxigen Species) i contribueix a la mort cel·lular dependent del mitocondri.

## Inhibidors
PTEN és altament sensible a la inhibició per espècies reactives d'oxigen (ROS) i espècies reactives de nitrogen (RNS). Aquesta inhibició pot succeir en resposta a ROS/RNS generades endògenament dins la cèl·lula. Alguns exemples d'inhibidors de PTEN són:

### VO-OHpic
És un compost de vanadi que inhibeix específicament l'activitat fosfatasa de PTEN, evitant la desfosforilació el fosfatidilinositol 3,4,5-trifosfat (PIP3) de la membrana cel·lular. Això provoca una acumulació d'aquest lípid a la membrana, cosa que activa la vía PI3K/AKT i es produeix un augment de la proliferació cel·lular.

### SF1670
És un compost relacionat amb la fenantrenodiona que en inhibir PTEN condueix a l'acumulació de PIP3 i la posterior activació de la senyalització AKT produint supervivència i proliferació cel·lular. S'ha descobert en recents investigacions que això millora la resposta inflamatòria i la capacitat d'eliminació de bacteris a ratolins amb neutropènia.

### BPN14770
És un inhibidor al·lostèric de la fosfoediesterasa 4D (PDE4D) que influeix en les vies cel·lulars relacionades amb l'activitat de PTEN en la senyalització cAMP/SIRT1/Akt/Bcl-2.

## Modificacions post-traduccionals

### Ubiqüitinació
La ubiqüitinació és una modificació post-traduccional que regula l'acció de la proteïna PTEN, regulant l'activitat catalítica, de degradació i la localització subcel·lular.
Aquest procés consisteix en la unió covalent de la ubiqüitina a un residu de lisina (Lys), requereix que hi hagi una contribució d'un enzim activador E1, un de conjugació E2 i una ubiqüitina ligasa E3. La ubiqüitinació implica la formació d'un enllaç isopeptídic entre la C-terminal de la ubiqüitina i el grup amino de la cadena lateral de la lisina en un substrat. Finalment, la ubiqüitina en si mateixa té set residus de lisina, que poden actuar com acceptors per a lligar lligaments de ubiqüitina addicionals, generant cadenes ramificades de poliubiqüitina.Aquest procés juga un paper molt important en la regulació de la proteïna. Aquest procés es pot donar per diverses ligases de ubiqüitina E3 com la NEDD4-1, la proteïna ligasa 2 de ubiqüitina E3 amb un domini WWP2, una proteïna associada a BAP1... Si s’inhibeix la ubiqüitinació de la PTEN a través de fàrmacs o  altres mètodes, això pot desencadenar eficaçment l'activitat anticancerosa d’aquesta.

### Fosforilació
La proteïna PTEN pot ser fosforilada (se li afegeix un grup fosfat) en diverses parts específiques, i això canvia com i on funciona en la cèl·lula.
La fosforilació juga un paper important en la regulació de la proteïna PTEN. Aquest procés regula l'activitat, la localització, l'estabilitat i les interaccions amb altres proteïnes. La importància d’aquests processos de fosforilació, és suggerida pels canvis aguts en la fosforilació que succeeixen pels canvis aguts en la fosforilació de la PTEN que es donen en resposta a la senyalització de leptina i l'associació de l'augment de fosforilació de la PTEN amb malalties com la leucèmia mieloide aguda.
Hi ha diversos llocs de fosforilació per la proteïna PTEN:
1. Serina 380: Aquest és un dels llocs més estudiats de fosforilació per la PTEN. Quan la PTEN és fosforilada en la serina 380, per l’enzim glicogen sintetasa quinasa 3β, s’adhereix millor a la membrana de la cèl·lula. Això té com a resultat la desfosforilació de PIP3. La PIP3 és una molècula clau en la via de senyalització PI3K/AKT, que és important per la supervivència i la proliferació cel·lular. Quan els nivells de PIP3 son alts, s’activa aquesta via de senyalització promovent processos com el creixement cel·lular i la resistència a la mort cel·lular. En desfosforilar-se la PIP3 A PIP2, això provoca que hi hagi una inhibició de la via de senyalització PI3K/AKT, que té un efecte supressor sobre el creixement cel·lular i la resistència a la mort cel·lular.
2. Treonina 366 i serina 299, on se li afegeix un fosfat a PTEN, afectant la seva estabilitat i en com interactua amb altres proteïnes.
3. Treonina 240: la fosforilació en aquest lloc ajuda a la PTEN a protegir l’ADN de diversos danys. Per exemple, quan les cèl·lules són exposades a radiació, la PTEN fosforilada en T240, es trasllada al nucli i s’uneix a l’ADN ajudant a reparar-lo, i disminuint la seva activitat com a supressor de tumors en aquests moments.[33]

### Oxidació
L'activitat catalítica de la PTEN, pot ser inactivada per l'oxidació, fet que significa que si hi ha una oxigenació excessiva a la cèl·lula, PTEN podria perdre la capacitat per desfosforilar PIP3.
Les espècies d’oxigen reactiu (ROS), són molècules altament reactives que es generen a la cèl·lula. Les ROS, són capaces d’oxidar la PTEN, creant un enllaç disulfur entre els residus C124 I C71 (residus de cisteïna). L'enllaç disulfur inactiva la PTEN perquè bloqueja la capacita de realitzar la seva funció catalítica que és desfosforilar la PIP3.
DJ-1, és una proteïna que s’uneix a la PTEN i pot regular la seva activitat. Quan DJ-1 s’oxida, la seva afinitat per PTEN augmenta i, per tant, disminueix l'activitat catalítica de PTEN. No està del tot clar si la reducció en l'activitat es dona únicament degut a la interacció amb aquesta proteïna, o degut a una interacció directa de PTEN.
Aquesta disminució de la seva activitat, pot causar una activació contínua de la via PI3K/AKT, i pot contribuir a processos com la oncogènesis.

### Acetilació
L'acetilació és un procés en el qual un grup acetil (-COCH₃) s’uneix a una proteïna, generalment a través d’un residu de lisina. Aquesta modificació pot afectar en com es plega una proteïna, la seva estabilitat, la seva localització dina la cèl·lula o la capacitat d’aquesta per interactuar amb altres proteïnes.
La PTEN, que és una proteïna citoplasmàtica, està acetilada en dos residus específics de lisina, la Lys 125 i la  Lys128. L'acetilació en aquesta proteïna és dur a terme per un enzim anomenat PCAF (P300/CBP-associated factor), que és una histona acetiltransferasa.
La PTEN també està acetilada en la Lys402, que es troba en una regió de la proteïna anomenada motiu d’unió al domini PDZ TKV. Els dominis PDZ són dominis proteics que permeten que les proteïnes interactuïn amb altres proteïnes que contenen seqüències específiques. En aquest cas, el motiu TKV en PTEN s’associa en altres proteïnes que contenen dominis PDZ, fet que vol dir que l’acetilació en la Lys402 influeix en les interaccions proteïna-proteïna.

### Sumoilació
La sumoilació és una modificació post-traduccional similar a la ubiqüitinació, però en lloc d’unir-se una ubiqüitina s’uneix una proteïna anomenada SUMO a la proteïna diana, en aquest cas la PTEN… El SUMO és un polipèptid que s’uneix reversiblement als residus de lisina modificant-ne les característiques de les proteïnes, com l’activitat, l’estabilitat i la localització.
La sumoilació, es pot donar, entre d'altres en K254 i K266, afavorint la unió cooperativa de PTEN  a la membrana plasmàtica. Això, provoca que la via PI3K/AKT s’inactivi provocant una supressió de la proliferació cel·lular, la supervivència i el creixement tumoral.
La PTEN també pot ser modificada en K289, que és un lloc clau tant per la sumoilació com per la monoubiqüitinació. En aquest darrer cas, en lloc d'afavorir el reclutament a la membrana plasmàtica, afavoreix la localització al nucli, on pot tenir funcions en la regulació de la transcripció o en la resposta al dany de l’ADN.

### Metilació
La metilació és un procés que es basa en l'addició de grups metil en les citosines de l'ADN, especialment en regions CpG. Aquest procés generalment silencia l'expressió dels gens a l'impedir la seva transcripció normal. En el cas de la PTEN, la metilació del seu promotor, pot reduir l'expressió del gen, que resulta la pèrdua de la seva funció supressora tumoral. Com a conseqüència, les cèl·lules poden experimentar un creixement i proliferació descontrolat que augmenta el risc de desenvolupar càncer. Exemples de metilació en la proteïna PTEN: 
- La lisina metiltranseferasa SYMD2, metilitza la proteÏna PTEN K313. Aquesta metilació redueix l’activitat de la proteïna.
- La R159, està metilada per la proteïna arginina metiltranseferasa 6, que és una metilació essencial per l'activitat lipídica fosfatasa de PTEN.

### Ribosilació
La ADP-ribosilació, és una modificació post-traduccional que es fa en la proteïna PTEN. Es tracta de l'addició d'una o més molècules d'ADP-ribosa a una proteïna. Un cop aquesta és ribosilada, és ubiqüinitzada per RNF146, una ubiqüitina ligasa i degradada pels proteosomes.

## Importància clínica
El gen supressor de tumors és clínicament important en diversos tipus de càncer i altres condicions metabòliques, ja que la seva funció principal és la regulació de la proliferació cel·lular, l'apoptosis i l'estabilitat de l'ADN. La pèrdua o inactivació de PTEN pot desencadenar càncer de mama, càncer de pròstata, càncer endometrial, càncer de pulmó, tiroides i melanoma. Els ganglis limfàtics i glàndules mamàries són sensibles a petites disminucions en l'expressió de PTEN (un 20% és suficient per desencadenar tumors). En canvi, altres teixits com la pròstata, requereixen una reducció més elevada dels nivells de PTEN per produir una iniciació del tumor. També hi ha altres malalties de transtorn metabòlic, com la diabetis tipus 2, on alteracions de la PTEN poden impactar la resistència a la insulina. A més, també influeix en malalties neurològiques com l'autisme, la síndrome de Cowden, megalencefalia i dificultats en el desenvolupament neurocognitiu.

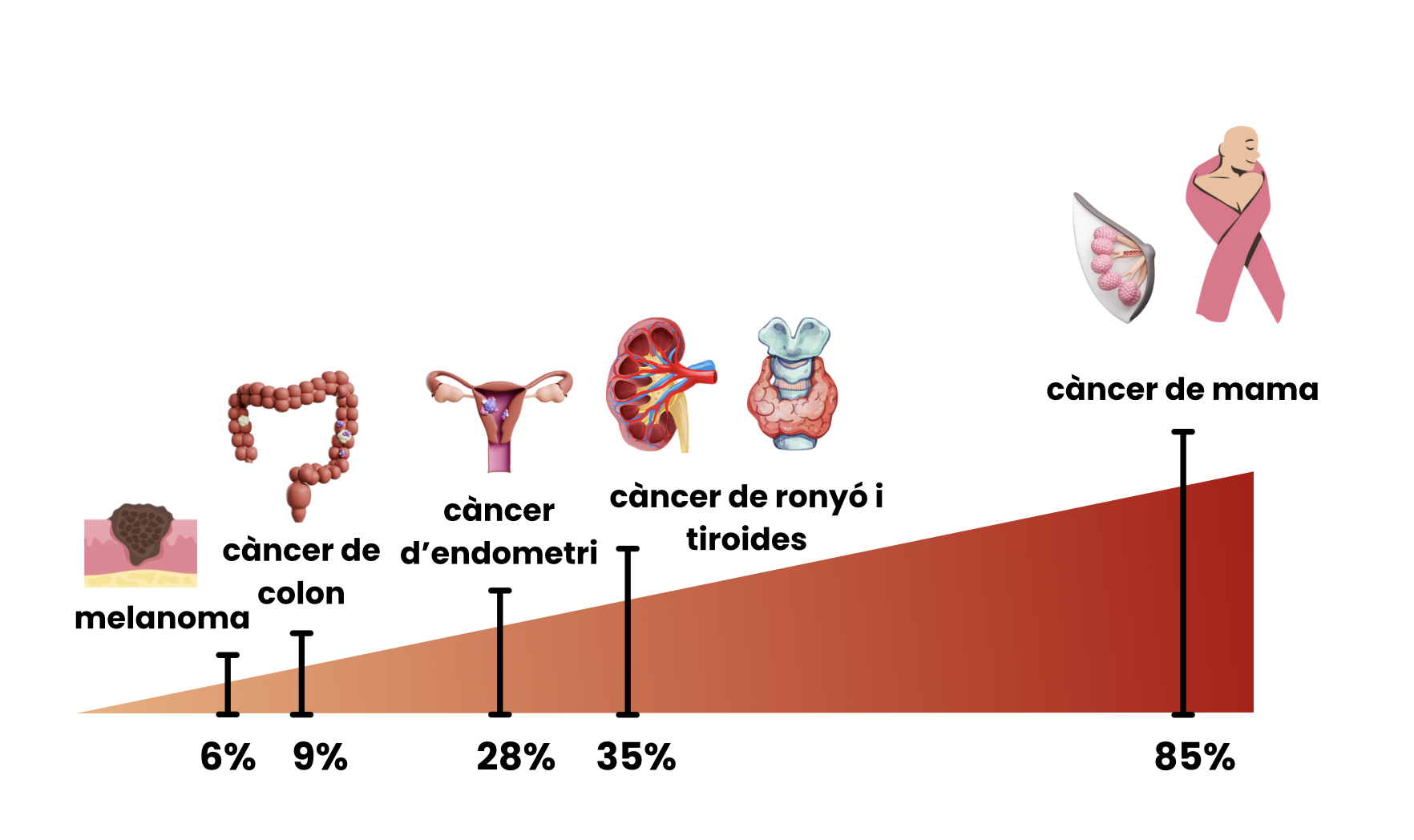
Risc de diferents càncers per mutacions PTEN.